# Borys Romanczenko

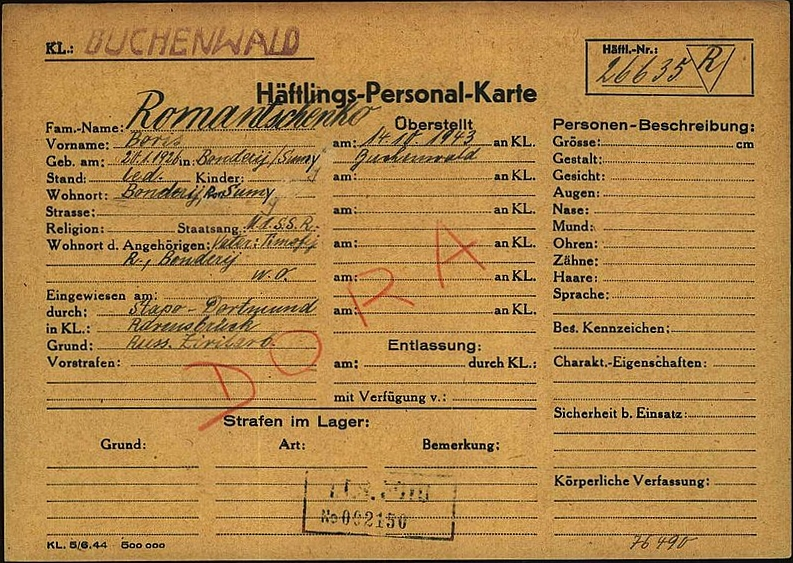
Karta więzienna Borysa Romanczenki, obóz w Buchenwaldzie

Borys Romanczenko (ukr. Борис Тимофійович Романченко; ur. 20 stycznia 1926 w Obwodzie sumskim, zm. 18 marca 2022 w Charkowie) – ukraiński aktywista, ocalony z Holocaustu, ofiara rosyjskiej agresji na Ukrainę w 2022.
W wieku 16 lat Romanczenko został deportowany do Dortmundu w Niemczech, gdzie musiał pracować przymusowo w kopalni węgla. Po nieudanej próbie ucieczki został internowany w obozie koncentracyjnym Buchenwald. Później został zmuszony do pracy przy produkcji rakiet V-2 w Peenemünde. Został przeniesiony do obozu koncentracyjnego Mittelbau-Dora i ostatecznie wyzwolony w obozie koncentracyjnym Bergen-Belsen. Po powrocie do domu osiadł w Charkowie. 
Po przetrwaniu nazistowskich obozów koncentracyjnych Romanczenko aktywnie dzielił się wspomnieniami tamtych wydarzeń. Był zaangażowany w zachowanie pamięci o zbrodniach hitlerowskich, w szczególności był wiceprzewodniczącym Międzynarodowego Komitetu Byłych Więźniów Buchenwald-Dora.
18 marca 2022 r. podczas rosyjskiej inwazji na Ukrainę rejon Charkowa, w którym mieszkał Romanczenko, został ostrzelany przez rosyjską artylerię. Pocisk trafił w mieszkanie Romanczenki, wywołując pożar. Romanczenko w wyniku tego zdarzenia zginął na miejscu. Miał 96 lat.

## Źródła
1. 1 2  96-latek, który przeżył niemieckie obozy, zabity w wyniku bombardowania w Charkowie [online], TVN24.pl [dostęp 2022-03-24] (pol.).
2. 1 2  W Bundestagu upamiętniono ocalałego z Holokaustu, który zginął na Ukrainie [online], dzieje.pl [dostęp 2022-03-24] (pol.).
3. 1 2  Przeżył niemieckie obozy koncentracyjne, zginął od bomby w Charkowie [online], www.rmf24.pl [dostęp 2022-03-24] (pol.).
4. ↑  Boris Romantschenko getötet . buchenwald.de